# Gare de Redon
Gare de Redon – stacja kolejowa w Redon, w departamencie Ille-et-Vilaine, w regionie Bretania, we Francji.
Stacja jest zarządzna przez Société nationale des chemins de fer français (SNCF), jest obsługiwana przez pociągi TGV Atlantique, InterCity, pociągi ekspresowe i regionalne TER Pays de la Loire i TER Bretagne. Dworzec znajduje się na skrzyżowaniu dwóch głównych linii kolejowych w południowej Bretanii. Znajduje się na około 1 h 35 od Quimper, 55 minut od Lorient i 25 min od Vannes. Do Nantes jest około 40 min, do Rennes 35 i do Paryża w 2 h 40 min.